# Campinalijster
De campinalijster (Turdus arthuri) is een zangvogel uit de familie lijsters (Turdidae). De vogel werd in 1914 als aparte soort onder de naam Planesticus arthuri beschreven. Later werd dit taxon lang als ondersoort van de zwartsnavellijster (T. ignobilis) opgevat.

## Verspreiding en leefgebied
De vogel komt voor in de laaglanden van zuidoostelijk Venezuela, Guyana en Suriname.